# Tifoseria dell'Unione Sportiva Avellino 1912
In questa voce sono riportate informazioni relative alla storia ed evoluzione della tifoseria dell'Unione Sportiva Avellino 1912, società calcistica italiana con sede ad Avellino.

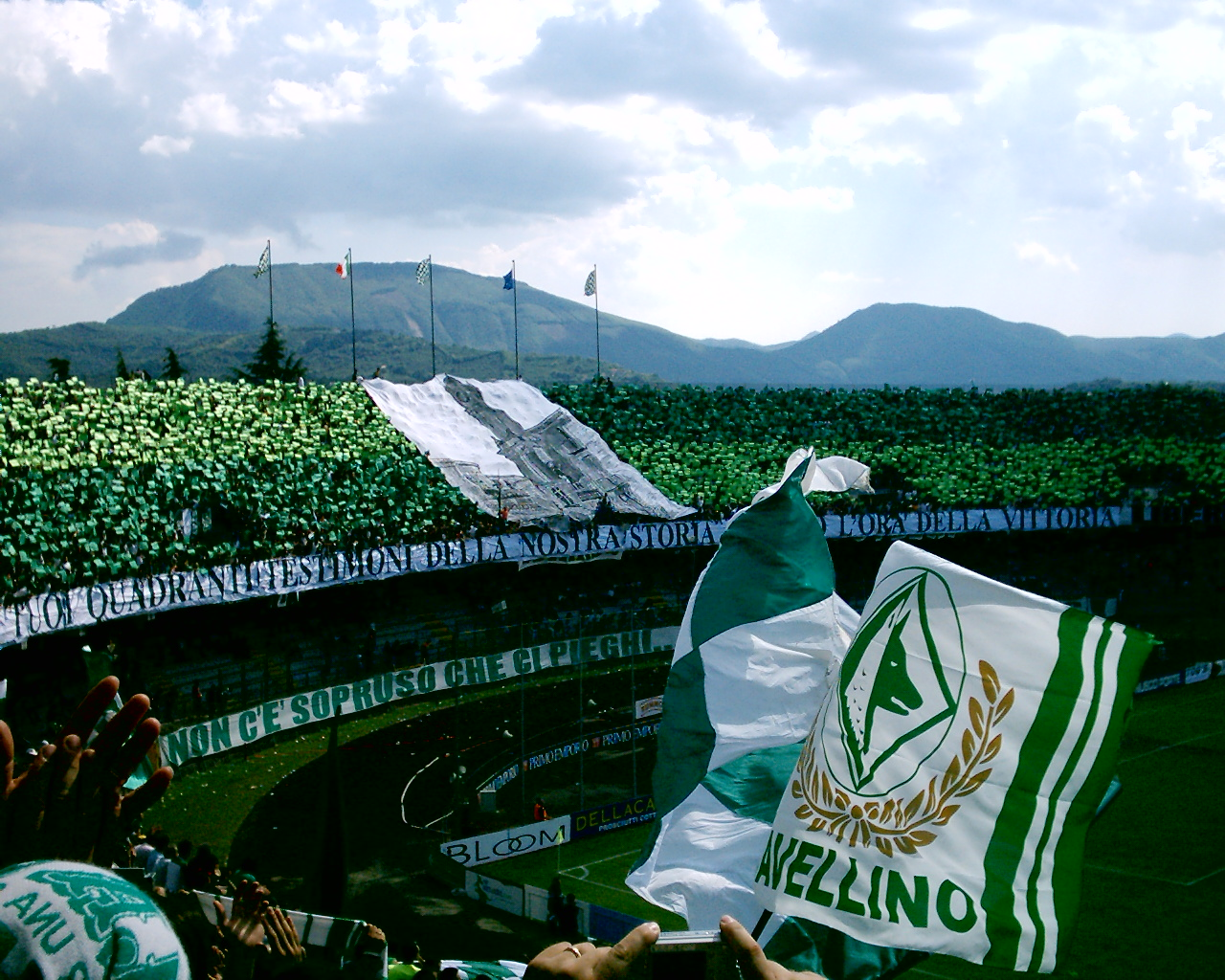
Scenografia della curva Sud del Partenio durante la finale play-off contro il Napoli (2005).

## Composizione demografica
L'Avellino vanta, in proporzione alle dimensioni del proprio bacino di utenza, un seguito di tifosi molto numeroso. Lo zoccolo duro degli ultras irpini, in passato, era in città, ma ora anche nell'hinterland e nei piccoli paesi dell'Irpinia si è diffusa questa mentalità oltre che l'amore per la maglia biancoverde che coinvolge un gran numero di supporter. La passione intorno a questa squadra scoppiò in maniera prorompente sin dai primi anni del dopoguerra, fino a raggiungere l'apoteosi durante il decennio in massima serie, quando il Partenio-Lombardi faceva registrare oltre 40000 presenze. In tal senso Dino Viola - storico presidente della Roma negli anni ottanta - affermerà:
Quella avellinese è stata, ed è tuttora, una tifoseria capace di fare grandi numeri e di competere alla pari con piazze molto più grandi; soprattutto in trasferta ha uno zoccolo duro abbastanza numeroso che garantisce sempre buone presenze al seguito dei lupi, a prescindere dai risultati. L'Avellino vanta numerosi tifosi anche fuori regione, in particolare nel centro-nord dove molti avellinesi sono emigrati per ragioni lavorative o di studio.

## Tifoseria organizzata

I festeggiamenti per la prima promozione in Serie A (1978).

Il primo club di tifosi irpino nasce nel 1973, sull’onda dell’entusiasmo per la promozione in B, denominato “Lupi Irpini club ‘Ubaldo Martinez’”. Poi, via via, nascono altri clubs, come i “Lupi Irpini”, “Ciccio Cupolo”, “Gli Ultras”, il club “Fedelissimi”, “Borgo Ferrovia”, “San Tommaso”. Con l’approdo in Serie A, un gruppo di ragazzi tifosissimi dell’Avellino che si ritrovano presso la discoteca “Rendez vous”, decidono di formare il primo vero gruppo organizzato: nascono così i Green Stars Il ricordo più bello di quel periodo è forse quello dell’invasione di Genova, con quasi 15.000 tifosi festanti per la storica promozione in Serie A. I fondatori del Green Stars erano volonterosi, fedelissimi ai colori biancoverdi, fortemente passionali. I Bar “Broadway” e “Picone” erano i luoghi preferiti per pianificare coreografie e trasferte. Il loro stile di tifo era tra passato e moderno. Dopo di loro nascono i “Kaya”, i “Celtics”, nel ’79, gli “Executors”, i “Bad Boys San Tommaso”, il Bronx e i “Bush”. La curva Nord era occupata dagli Executors, mentre nei Distinti prendevano posto gli “Ultras” del leader Marcantonio. Una delle cause della separazione era costituita dalla misura troppo lunga dello striscione “Commando Green Stars Curva Sud 1978”, che non lasciava spazio ad altri striscioni in curva. Nell’85 si formano i Green Rock, nati come Green Stars sez. Rock, con l’intento di distinguersi dal resto della tifoseria avellinese, come gruppo “fuori”, portando il calore avellinese in tutti gli stadi. Nell’88 nascono i Cruels, in risalto per la particolare mentalità, la presenza, anche in anni bui, la compattezza e l’amore per la maglia. Altro gruppo importante è il New Bush Antonio Petrillo, sorti dalle ceneri del disciolto “Bush” nel 1989, dando subito un'impronta precisa, estraniandosi dalla politica e strizzando l’occhio al british style.
Il 2 settembre 2009, a causa delle vicissitudini societarie che hanno coinvolto l'Unione Sportiva Avellino 1912, gli Splatter 1991 comunicano il loro scioglimento dopo essere stati per diciotto anni tra i gruppi principali della Sud. Rispettivamente il 24 e il 29 ottobre, per le stesse ragioni, vengono ufficialmente sciolti i gruppi Cruels 1988 e Bush 1989. Successivamente, per effetto della mancata iscrizione dell'U.S. Avellino in Lega Pro, a cui poi farà seguito la radiazione della società, nell'estate del 2009 alcuni componenti di essi, unitamente alla passione dei più giovani, decidono di formare un unico gruppo-guida denominato Curva Sud Avellino. In seguito alla sua fondazione, alcuni gruppi ultras della curva Sud hanno deciso sin dall'inizio di non seguire le sorti dell'Avellino Calcio.12, per attaccamento alla vecchia denominazione e al vecchio logo. La rinascita del calcio avellinese, nonostante le molte difficoltà affrontate, riaccende la passione della tifoseria, che cresce numericamente di partita in partita, riportandola a essere quella conosciuta in tutta Italia per passione, colore e calore.

### Cronologia
1978 - Nascita dei Green Stars
1984 - Nascita degli Station Boys
1988 - Nascita dei Cruels
1989 - Nascita dei Bush
1991 - Nascita degli Splatters
2009 - Scioglimento dei Green Stars
2009 - Scioglimento degli Station Boys
2009 - Scioglimento dei Cruels
2009 - Scioglimento dei Bush
2009 - Scioglimento degli Splatters
2009 - Nascita di Curva Sud Avellino
2019 - Scioglimento di Curva Sud Avellino
2019 - Nascita di Ultras Avellino 1912

## Gemellaggi e rivalità

### Gemellaggi

Il gemellaggio con i tifosi juventini (1985).

Durante gli anni 1980 si instaurarono dei saldi gemellaggi con i tifosi della Juventus, del Messina e della Nocerina, poi tutti sciolti a cavallo degli anni 1990 e 2000 per decisione del Direttivo Curva Sud avellinese; i rapporti con queste tifoserie restano comunque amichevoli, specie con gli juventini e soprattutto con i messinesi, l'amicizia più duratura degli irpini, nata in occasione di Catania-Avellino giocata al Celeste in campo neutro nel 1984. Forte inoltre è l'amicizia che lega la Curva Sud Avellino a diversi gruppi ultras della Curva Andrea Costa del Bologna. Altri rapporti di stima e rispetto si hanno con i tifosi di Casertana (interrotta dal 2024), Frosinone, Cremonese e Sambenedettese.
A livello internazionale, dal febbraio 2018 la Curva Sud Avellino si gemella con la North Side dell'ADO Den Haag, club de L'Aia. Proprio in virtù di tale gemellaggio, nella stagione 2020-2021 la società dedica la terza maglia ai colori sociali del club olandese, il giallo e il verde.

### Rivalità
Tra le principali rivalità spicca quella con il Catania, che trova origine nei lontanissimi anni ’40, quando si verificò uno scandalo che sconvolse il campionato di Serie C. Altre inimicizie per gli ultras avellinesi si registrano con le tifoserie di Ascoli, Bari, Battipagliese, Barletta, Benevento, Brescia, Brindisi, Cosenza, Crotone, Ebolitana, Fidelis Andria, Foggia, Hellas Verona, Juve Stabia, Latina, Matera, Napoli, Padova, Paganese, Pescara, Pisa, Potenza, Reggina, Roma, Salernitana, Savoia, Taranto, Ternana, Torino, Turris, Venezia e Vicenza.